# Kluge klaviaturen
Kluge Klaviaturen GmbH is een vooraanstaande fabrikant van pianotoetsenborden. De firma is gevestigd in Wuppertal. Jaarlijks worden rond 8000 toetsenborden voor vleugels, piano's en orgels geproduceerd. Kluge is tegenwoordig de belangrijkste fabrikant van pianotoetsenborden in Europa.
Er werken ongeveer 50 medewerkers.

## Geschiedenis
In 1876 begon de toenmalige chef van de toetsenbordafdeling van de firma Ibach Pianofortefabrik, Hermann Kluge, voor zichzelf met de oprichting van de Hermann Kluge Claviaturen-fabrik KG.
De jonge onderneming veroverde snel een plaats in de markt, en na korte tijd kon Kluge Steinway & Sons tot zijn klanten rekenen. De productie steeg gestadig, en reeds in 1902 werd het honderdduizendste toetsenbord gemaakt. De productie tot 1943 wordt op 500.000 stuks geschat. Precieze aantallen zijn niet meer te achterhalen, omdat in dat jaar de productiefaciliteiten en kantoorgebouwen met alle gespecialiseerde machines en voorraden vernietigd werden. Na de Tweede Wereldoorlog volgde een moeizaam nieuw begin. In gehuurde ruimtes werden aanvankelijk meubels, vensters en deuren gefabriceerd. Het herstel van de oorspronkelijke productiefaciliteiten werd met enorme energie en doelgerichtheid ter hand genomen, zodat in 1946 in de kelders van het kantoorgebouw aanvankelijk met de reparatie van toetsenborden begonnen kon worden. Na bijna vijf jaar, na het herstel van de fabrieksgebouwen, kon weer met de productie van toetsenborden gestart worden. Al in het eerste jaar na de herstart werden meer dan 500 toetsenborden voltooid.
In de daaropvolgende 53 jaren heeft de onderneming veel hoogte- en dieptepunten gekend. Het hoogtepunt was beslist de overname van een sterke concurrent, de firma Bohn Claviaturen uit Berlijn, waarvan de productie naar Polen verplaatst werd. Belangrijk was ook de koop van de hele Kluge groep door Steinway Musical Instruments, Inc. een van de grootste fabrikanten van muziekinstrumenten in de Verenigde Staten van Amerika. Schade van deze transactie heeft de onderneming niet ondervonden, integendeel. Met het gerenommeerde moederbedrijf op de achtergrond werd een solide basis geschapen voor een op de toekomst georiënteerde verdere ontwikkeling van de onderneming.
Bijna alle Europese vleugel- en pianobouwers, en gedeeltelijk ook van daarbuiten, die niet over een eigen toetsenbordproductieafdeling beschikken, betrekken bijna uitsluitend hun toetsenborden van Klugel. De reclameslogan van de firma is "The key tot quality and success" (Key is het Engelse woord voor de toets van een toetsinstrument).

## Productie
Bij een toetsenbord van een piano of vleugel mag er niets blijven hangen, over elkaar schuiven, klepperen of klemmen. Precisie is het belangrijkste bij de bouw van toetsenborden. Ook in een tijd van automatisering blijft er nog veel handwerk over. Van de circa zes uur die de productie duurt, zijn er vijf handwerk.
Tot 1989 werd nog voor de duurste klavieren ivoor als beleg gebruikt. Sindsdien wordt IVOPLASTO of THARANO, kunststoffen die voor een kwart uit polyester-hars bestaan, en voor driekwart uit minerale toeslagstoffen, hiervoor toegepast. Voor de zwarte toetsen wordt ebbenhout of matzwart kunststof gebruikt.
Behalve de productie van klavieren voor nieuwe instrumenten, gaat men zich ook toeleggen op de productie van klavieren voor orgels, en op de reparatie van klavieren, omdat de verkoop van nieuwe instrumenten terugloopt.